# Reggie Bush
Reginald Alfred Bush II, detto Reggie (San Diego, 2 marzo 1985), è un ex giocatore di football americano statunitense che ha militato nel ruolo di running back nella National Football League (NFL).
Fu scelto dai New Orleans Saints come secondo assoluto del Draft NFL 2006. Al college ha giocato a football alla University of Southern California, vincendo l'Heisman Trophy, il massimo riconoscimento individuale nel football universitario

## Carriera universitaria

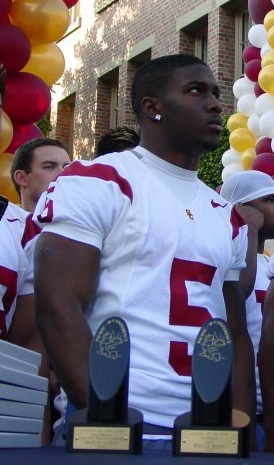
Reggie Bush alla parata per la vittoria del titolo nazionale di USC del 2004

Bush ricevette una borsa di studio dalla University of Southern California, per giocare con i Trojans dal 2003 al 2005 sotto la direzione del capo-allenatore Pete Carroll. Quando Carroll reclutò Bush vide un giocatore versatile da utilizzare in diversi ruoli. Già dalla sua prima stagione si rivelò efficace nelle corse, nelle ricezioni, nei passaggi e nei ritorni. A fine anno fu premiato come Freshman All-American, e divenne il primo giocatore della squadra da Anthony Davis nel 1974 a guidare la Pacific-10 Conference in ritorni di kickoff. Le sue 1.331 yard totali furono un nuovo record per un giocatore al primo anno di USC. Fu premiato anche come nuovo giocatore della conference dell’anno da ESPN, chiudendo con 91 corse per 521 yard e 3 touchdown.
Il quarterback di Utah Alex Smith e Bush furono entrambi finalisti per l’Heisman Trophy del 2004, la prima volta nella storia che la stessa scuola superiore aveva due atleti nella stessa cerimonia. In 2004, Bush finì quinto nelle votazioni e fu premiato come miglior giocatore della sua squadra, oltre che votato come All-American e finalista del Walter Camp Award. Chiuse secondo nei Trojans on 143 corse per 908 yard (6,3 di media) con sei touchdown, oltre a 509 yard su ricezione con 7 touchdown, più altre due marcature su ritorno di punt. Divenne il primo giocatore di USC dai tempi di Marcus Allen a guidare la Pac-10 in yard totali, accumulandone 2.330. Lanciò anche un passaggio da touchdown da 52 yard.
Nel 2005 Bush fu premiato unanimemente come All-American e vinse l’Heisman Trophy. Fu anche nominato giocatore dell’anno dall’Associated Press, giocatore offensivo dell’anno da Pigskin Club di Washington e giocatore dell’anno dal Touchdown Club of Columbus. Inoltre vinse il Walter Camp Award e il Doak Walker Award, assegnato al miglior running back della nazione. Guidò la NCAA con 222,3 yard totali a partita e finì quarto nella Division-I con 133,85 yard corse a partita. Stabilì anche il record della Pac-10 per yard totali in una partita con 513 (294 corse, 68 ricevute e 151 su ritorno) contro Fresno State il 19 novembre 2005.
Bush guidò i Trojans con 1.740 yard corse su 200 portate (8,7 di media) con 16 touchdown e fu terzo nella squadra con 39 ricezioni per 481 yard e altre due marcature. Ritornò 18 punt per 179 yard (9,9 di media) e un touchdown e guadagnò 493 yard su 28 ritorni di kickoff (17,6 di media
Bush partì come titolare solo 14 volte in 39 gare a USC. Tuttavia chiuse decimo nella storia della NCAA Division I-A con 6.541 yard totali, di cui 3.169 yard e 25 touchdown su corsa e 1.301 yard e 13 marcature su ricezione.

### Eredità
Al termine della stagione 2005, Bush accumulò 2.611 yard totali e 18 touchdown. Fu premiato con l’Heisman Trophy il 10 dicembre 2005. Ricevette 784 voti per il primo posto mentre il quarterback di Texas Vince Young chiuse secondo con 79 voti per il primo posto, con Bush che guadagnò 2.541 punti contro i 1.608 di Young. Il compagno Matt Leinart giunse terzo con 18 voti per il primo posto. Bush ebbe il secondo numero di voti per il primo posto di sempre e il secondo numero di punti totali della storia all’epoca, dietro solo a O.J. Simpson nel 1968. Bush divenne il 71º vincitore dell’Heisman Trophy e il settimo della storia di USC.
Il 4 gennaio 2006 Bush e Leinart divennero i primi due compagni vincitori dell’Heisman Trophy a giocare insieme in una partita, contro Texas nel Rose Bowl 2006. Bush gudagnò 279 yard totali (82 su corsa, 95 su ricezione, 102 su ritorno di kickoff) con un touchdown ma fu messo in ombra nella sconfitta dal secondo classificato dell’Heisman Vince Young e dal compagno LenDale White, che guidò USC con 123 yard corse e 3 touchdown. Bush tentò anche un passaggio laterale dopo una lunga corsa nel secondo quarto, ma il pallone cadde a terra e fu recuperato dagli avversari. Con quest’ultima partita, Bush chiuse la sua carriera nel college football con 6.890 yard totali.
Nel 2010 Bush rinunciò al suo Heisman Trophy per uno scandalo che lo coinvolse, in quanto aveva violato i programmi universitari che impongono ai giocatori di non ricevere alcun compenso per le loro prestazioni, nemmeno a livello pubblicitario. Il 24 aprile 2024 il premio gli fu restituito dopo 14 anni dalla fondazione Heisman Trust.

## Carriera professionistica

### New Orleans Saints

#### Stagione 2006
Al Draft 2006, Bush fu selezionato come seconda scelta assoluta dai Saints. La sua stagione da rookie ebbe alti e bassi, anche se man mano che essa procedeva, Bush divenne sempre più parte integrante degli inaspettati successi dei Saints. Nella prima gara da professionista accumulò un totale di 141 yard contro i Cleveland Browns. Portò il pallone meno volte della sua controparte Deuce McAllister, ponendo fine alle speculazione lo volevo vedere soppiantare immediatamente McAllister come titolare a New Orleans. I Saints vinsero la gara 19–14. Nella settimana 9 contro i Tampa Bay Buccaneers, Bush terminò la gara con -5 yard corse in 11 possessi, malgrado la vittoria 31-14. Questa prova lo portò all'ultimo posto dei running back della lega con una media di sole 2,55 yard corse a possesso. Tuttavia, a metà della stagione aveva già 46 ricezioni, più di qualsiasi altro running back della lega.
Il 12 novembre 2006, Bush segnò il suo primo touchdown dalla linea di scrimmage contro i Pittsburgh Steelers. Il 3 dicembre pareggiò il record di franchigia di Joe Horn, segnando quattro touchdown contro i San Francisco 49ers. In quella gara guadagnò complessivamente 168 yard e portò i Saints alla loro ottava vittoria della stagione. Il 10 dicembre Bush, segnò un touchdown da 62 yard contro i Dallas Cowboys a Dallas, contribuendo alla vittoria 42–17. Il 24 dicembre, segnò un touchdown da una yard contro i New York Giants, stabilendo un nuovo primato personale con 126 yard corse. La settimana successivo andò ancora a segno dalla distanza di una yard contro i Carolina Panthers ma corse solo tre volte, anche se McAllister non scese in campo. Questo avvenne perché i Saints erano già sicuri del secondo posto nel tabellone dei playoff della NFC.
Nel secondo turno di playoff il 13 gennaio 2007, Bush corse 52 yard su 12 possessi e segnò un touchdown, oltre a ricevere 3 passaggi per 22 yard, in una gara in cui New Orleans batté i Philadelphia Eagles 27–24, guadagnando la prima finale della NFC in 40 anni di storia della franchigia. Il 21 gennaio, ricevette un passaggio da 22 yard e percorse 78 yards (eludendo la safety dei Chicago Bears) segnando un touchdown da 88 yard su passaggio di Drew Brees. Con quella marcatura i Saints si riportarono da uno svantaggio di 16–7 a 16–14. Fu tuttavia l'ultima segnatura di New Orleans. I Bears alla fine batterono nettamente i Saints 39–14, guadagnando la qualificazione al Super Bowl.

#### Stagione 2007
Nella prima gara della stagione 2007, Bush e i Saints persero contro gli Indianapolis Colts campioni in carica 41–10. Bush guidò la squadra con 38 yard corse su 12 possessi. La gara successiva fu ugualmente deludente, coi Saints che furono superati 31–14 dai Tampa Bay Buccaneers e Bush guadagnò solamente 27 yard dalla linea di scrimmage. Bush segnò due touchdown, entrambi su corsa da una yard, nella sconfitta della settimana 3 contro i Tennessee Titans. Buh terminò la stagione con 6 touchdown totali e 581 yard corse, a una media di 3,6 yard a possesso. Perse tutte le ultime quattro partite a causa della parziale rottura del legamento crociato posteriore del ginocchio.
Il 17 dicembre 2008 subì un infortunio venendo inserito nella lista degli infortunati, giocando in totale 10 partite in stagione.

#### Stagione 2008
Bush e i New Orleans Saints affrontarono i Tampa Bay Buccaneers nella prima gara della stagione 2008. Con Deuce McAllister fuori per infortunio, Bush partì come titolare. Mostrò grandi segnali di miglioramento all'inizio della stagione, in particolare nella settimana 3 contro i Denver Broncos, in cui corse 73 yard e segnò due touchdown, uno dei quali su ricezione. Dal suo ingresso nella lega, nessun running back aveva ricevuto più passaggi di Bush, che aveva collezionato 171 ricezioni in due anni. Il 6 ottobre, nella gara casalinga contro i Minnesota Vikings, ritornò due punt in touchdown e andò vicino a segnarne un terzo, pareggiando il record NFL e diventando il dodicesimo giocatore della storia a segnare su due ritorni di punt nella stessa gara. In una gara in casa contro gli Oakland Raiders il 12 ottobre, Bush pareggiò il record NFL raggiungendo il 200º passaggio ricevuto in carriera in sole 34 gare.
Bush si infortunò il 19 ottobre contro i Carolina Panthers, facendo ritorno il 30 novembre contro Tampa Bay Buccaneers. La settimana seguente segnò un touchdown su ricezione nell'importante vittoria 29–25 sugli Atlanta Falcons, tenendo vive le flebili sperenze di playoff dei Saints.
L'11 dicembre, Bush si infortunò al legamento mediale collaterale del ginocchio nella sconfitta ai supplementari contro Chicago, venendo inserito in lista infortunati e concludendo in anticipo la stagione per il secondo anno consecutivo. Terminò con 404 yard corse su 106 portate, 440 yard ricevute su 52 ricezioni e nove touchdown totali in dieci partite. A fine anno, The Sporting News lo inserì nel First-team All-Pro come punt returner.

#### Stagione 2009: vittoria del Super Bowl
A causa di un problema al ginocchio, Bush saltò le prime tre gare di pre-stagione. Nel corso della stagione saltò le gare 11 e 12 e la maggior parte della partita della settimana 15 a causa di un problema al tendine.

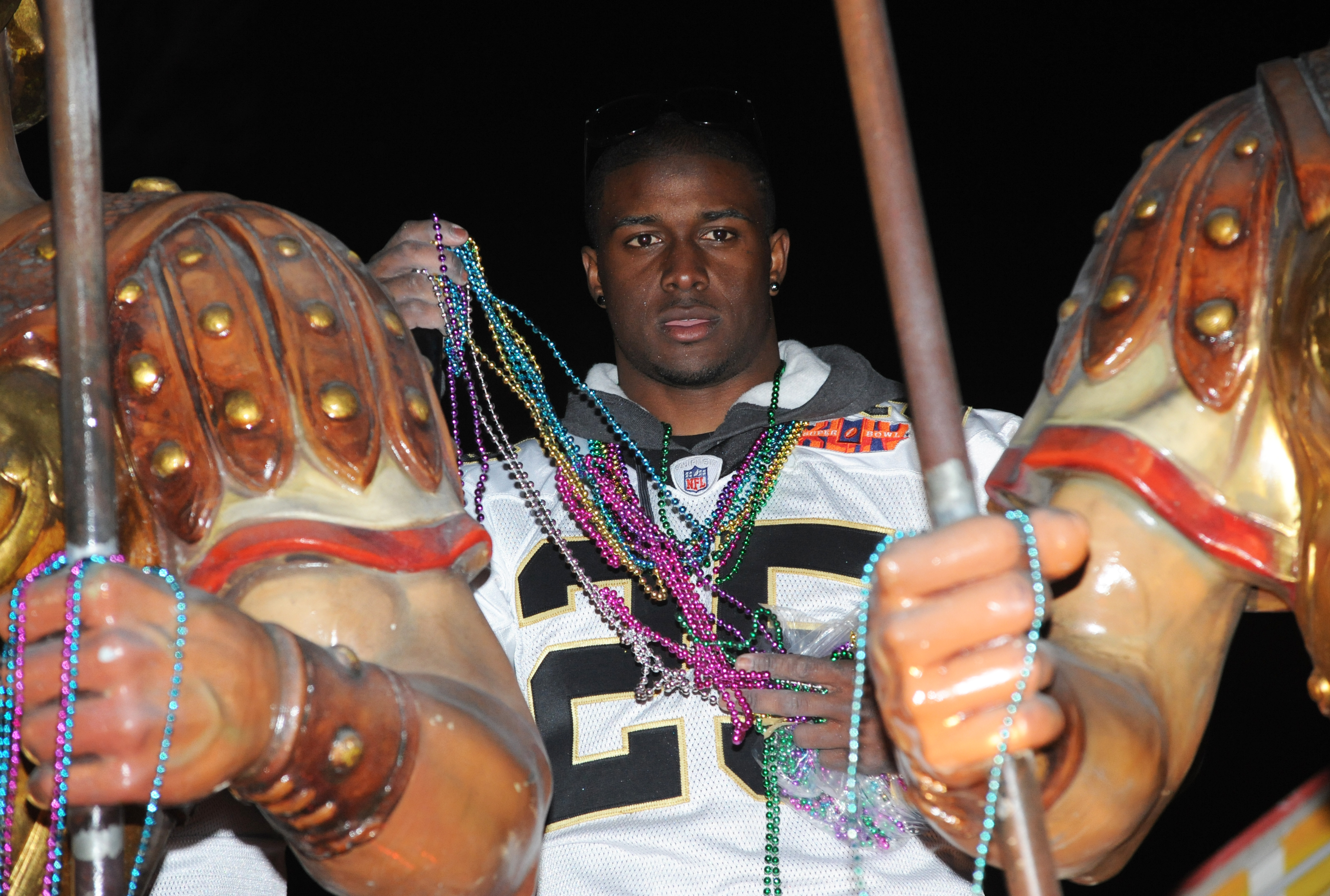
Bush durante la parata della vittoria dei Saints

Bush nella stagione 2009 ebbe i valori minimi in carriera nella maggior parte delle categorie statistiche. Mentre segnò 8 touchdown totali, terzo nella squadra, Bush venne usato spesso come giocatore di secondo piano nell'annata. Egli terminò la stagione regolare giocando 14 gare, con 70 corse per 390 yard e 5 touchdown su corsa, oltre a 47 ricezioni per 335 yard e 3 touchdown ricevuti.
Il 16 gennaio 2010, nei divisional playoff contro gli Arizona Cardinals, Bush giocò una delle migliori partite della sua carriera professionistica fino a quel momento. Corse 84 yard su sole 5 portate, compreso un touchdown su corsa da 46 yard. Quella giocata fu la più lunga corsa per un giocatore dei New Orleans Saints nei playoff. Inoltre segnò un touchdown su un ritorno da un punt di 83 yard alla fine del terzo periodo, ultima segnatura dei Saints nella vittoria 45–14. Nella finale della NFC contro i Minnesota Vikings il 24 gennaio, Bush corse sole 8 yard su 7 portate con 2 ricezioni per 33 yard, oltre a causare un fumble su un ritorno di un punt. Alla fine, una delle sue ricezioni portò ad un touchdown che aiutò i Saints a raggiungere il primo Super Bowl della loro storia. Il 7 febbraio 2010, Bush vinse il Super Bowl XLIV, superando in finale i favoriti Indianapolis Colts 31-17 a Miami.

#### Stagione 2010
La stagione 2010 di Bush fu oscurata dalla controversia sulla sua vittoria dell'Heisman Trophy, oltre ad altre problematiche collegate agli anni trascorsi nella USC. Durante la seconda partita di stagione regolare, un Monday Night Football contro i San Francisco 49ers, Bush si infortunò mentre stava ritornando un punt non facendo più ritorno nella partita. L'infortunio si rivelò essere una frattura ad un osso della gamba destra e la prognosi fu di sei settimane. Reggie tornò il Giorno del Ringraziamento contro i Dallas Cowboys. La sua annata terminò con otto presenze e un solo touchdown segnato su ricezione.

### Miami Dolphins

#### Stagione 2011
Il 28 luglio 2011, Bush passò ai Dolphins in cambio della safety Jonathon Amaya e di una scelta non comunicata del draft NFL 2012. Coi Dolphins siglò un contratto di due anni per un totale di 10 milioni di dollari. Bush scelse di indossare la maglia numero 22.

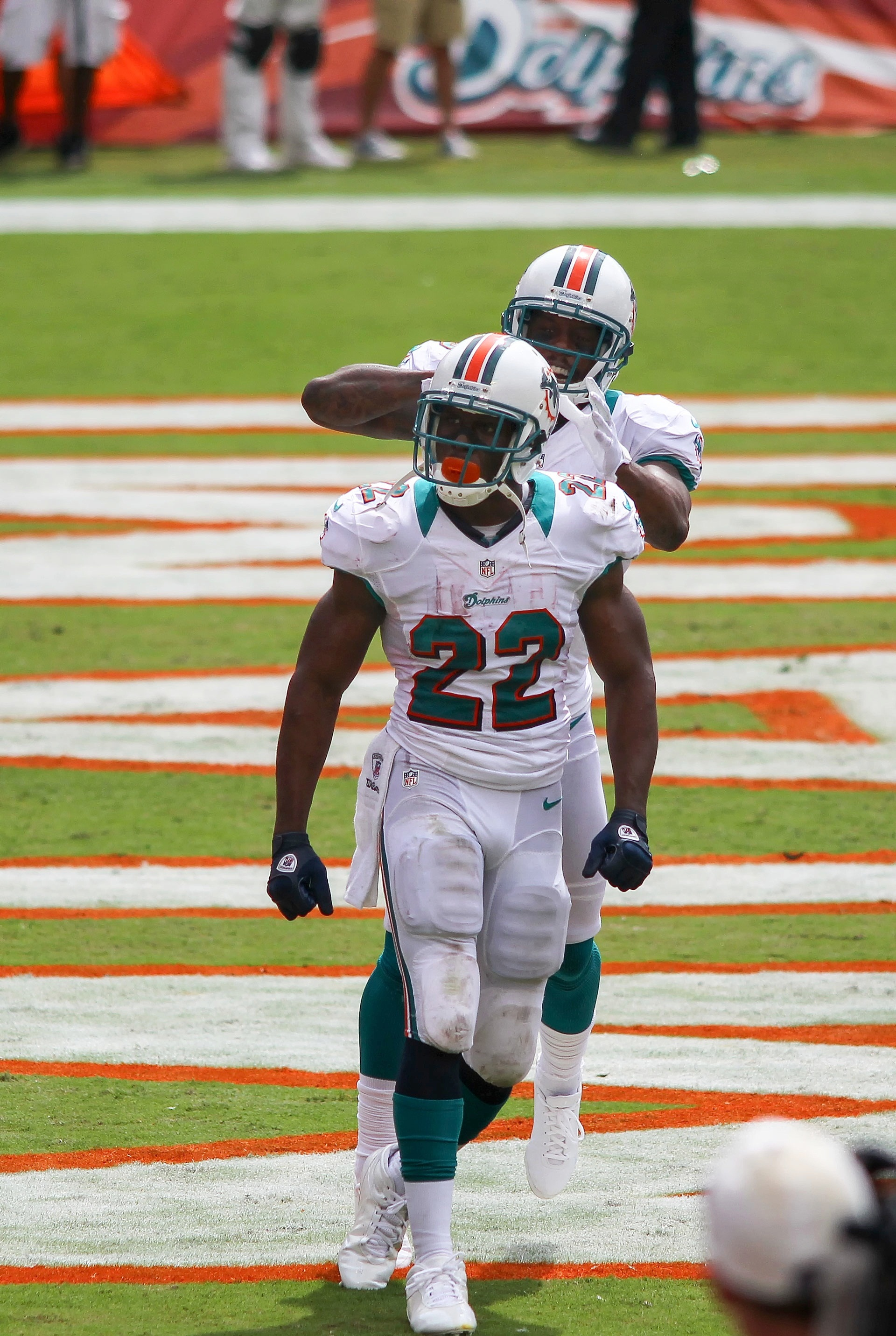
Bush nella stagione 2012.

Dopo una partenza con un record di 0-7, i Dolphins vinsero per la prima volta in stagione contro i Kansas City Chiefs con Bush che segnò il suo primo touchdown dal 2009. Contro i New York Giants, Bush giocò la seconda gara da 100 yard della carriera, correndone 103 su 15 possessi. Nella settimana 13, Bush corse per altre 100 yard ed un touchdown su 22 portate nella vittoria 34-14 sugli Oakland Raiders. Bush superò nuovamente le 100 yard nella sconfitta contro i Philadelphia Eagles la settimana seguente, correndo per 103 yard su sole 14 portate. Il 18 dicembre, Bush corse il record in carriera di 203 yard ed un touchdown su 25 portate nella vittoria 30-23 sui Buffalo Bills. Bush corse per altre 113 yard su 22 portate la vigilia di natale nella sconfitta contro i New England Patriots. All'inizio della partita, egli superò per la prima volta le 1.000 yard corse in stagione in carriera.

#### Stagione 2012
Il 9 settembre, Bush iniziò la stagione correndo per 69 yard su 14 tentativi nella sconfitta dei Dolphins per 30-10 in casa contro gli Houston Texans. Nel turno successivo i Dolphins ottennero la prima vittoria stagionale contro gli Oakland Raiders: Bush giocò una delle migliori gare della carriera trascinando Miami con 172 yard corse e 2 touchdown, di cui uno segnato dopo una spettacolare corsa in cui evitò 4 tackle da parte degli avversari. Reggie inoltre stabilì il record di franchigia con la sesta gara consecutiva con oltre 100 yard guadagnate dalla linea di scrimmage. Per questa prestazione vinse per la seconda volta in carriera il premio di miglior running back della settimana.
Nella settimana 3, i Dolphins persero ai supplementari contro i New York Jets: dopo aver corso già 61 yard nel primo tempo e avviandosi a superare di nuovo abbondantemente le 100, Bush si infortunò uscendo dal campo e non facendovi più rientro, con una prognosi iniziale di due settimane di stop. In realtà Bush tornò in campo già nella settimana successiva correndo 67 yard nella seconda sconfitta consecutiva ai supplementari di Miami.
Dopo due sconfitte dell'ultimo minuto, i Dolphins nella quinta settimana vinsero la seconda gara della stagione contro i Cincinnati Bengals con Bush che corse 48 yard e segnò un touchdown. Nella settimana 6, Miami vinse la seconda gara consecutiva con Reggie che corse solamente 17 yard oltre a ricevere 5 passaggi per 44 yard.
Nell'ottavo turno della stagione, Miami batté i Jets con Bush che corse 59 yard su 14 tentativi. Dopo tre sconfitte consecutive i Dolphins tornarono alla vittoria nella settimana 12 contro i Seattle Seahawks con Reggie che corse 87 yard e segnò un touchdown.
Nella settimana 15, Bush tornò a superare le cento yard corse accumulandone 104 nella vittoria contro i Jacksonville Jaguars.

### Detroit Lions

#### Stagione 2013
Il 13 marzo 2013, Bush firmò coi Detroit Lions un contratto quadriennale. Giocò una spettacolare gara di debutto con la nuova maglia, correndo 90 yard e ricevendone altre 101, grazie a un touchdown su ricezione da 77 yard che contribuì alla vittoria sui Vikings. La settimana successiva si infortunò nel primo tempo contro i Cardinals e nel secondo giocò solo brevemente. Dopo aver saltato la gara successiva, Bush tornò in campo nella settimana 4 giocando un'altra prova dominante con 139 yard corse e un touchdown nella vittoria sui Bears, agganciandoli in testa alla NFC North.
Nella settimana 6, Bush guadagnò 135 yard totali (78 su corsa e 57 su ricezione) segnando un touchdown su ricezione nella vittoria sui Cleveland Browns. Due settimane dopo, i Lions ottennero una clamorosa vittoria in rimonta sui Cowboys in cui guadagnò 94 yard su corsa e segnò un touchdown. La domenica seguente Bush contribuì alla vittoria in trasferta sui Bears che portò i Lions in testa alla division con 105 yard corse. Nella settimana 13 contribuì alla prima vittoria dei Lions nel Giorno del Ringraziamento dal 2003 correndo 117 yard e un touchdown, oltre a ricevere 65 yard, contro i Packers. Due settimane dopo, nel Monday Night Football, segnò il suo quarto e ultimo touchdown su corsa stagionale ma i Lions furono sconfitti dai Ravens. Nell'ultima gara della stagione Bush superò per la seconda volta in carriera le mille yard stagionali. I Lions tuttavia, dopo una prima metà di stagione promettente, collassarono nella seconda parte terminando con un record di 7-9 e finirono fuori dalla corsa ai playoff. A fine anno, Reggie fu votato all'85º posto nella NFL Top 100 dai suoi colleghi.

#### Stagione 2014
Il primo touchdown del 2014, Bush lo segnò nella settimana 3 in cui i Lions colsero la seconda vittoria stagionale. Nella settimana 6 non scese invece in campo a causa di un infortunio. Delle successive sei partite ne disputò solo due scampoli. Tornò a giocare con regolarità a partire dal quattordicesimo turno e due settimane dopo segnò il suo secondo TD su corsa stagionale, nella gara vinta in trasferta coi Bears che diede ai Lions la qualificazione ai playoff.
Il 4 gennaio 2015, nel primo turno di playoff, Bush segnò un touchdown con una corsa che ricordò quelle dei suoi anni di gloria a USC ma i Lions, in vantaggio per la quasi totalità della partita, si fecero recuperare nel finale, non riuscendo a vincere la prima gara nella post-season dal 1991. Il 25 febbraio 2015, Bush fu svincolato dopo due stagioni dai Lions.

### San Francisco 49ers

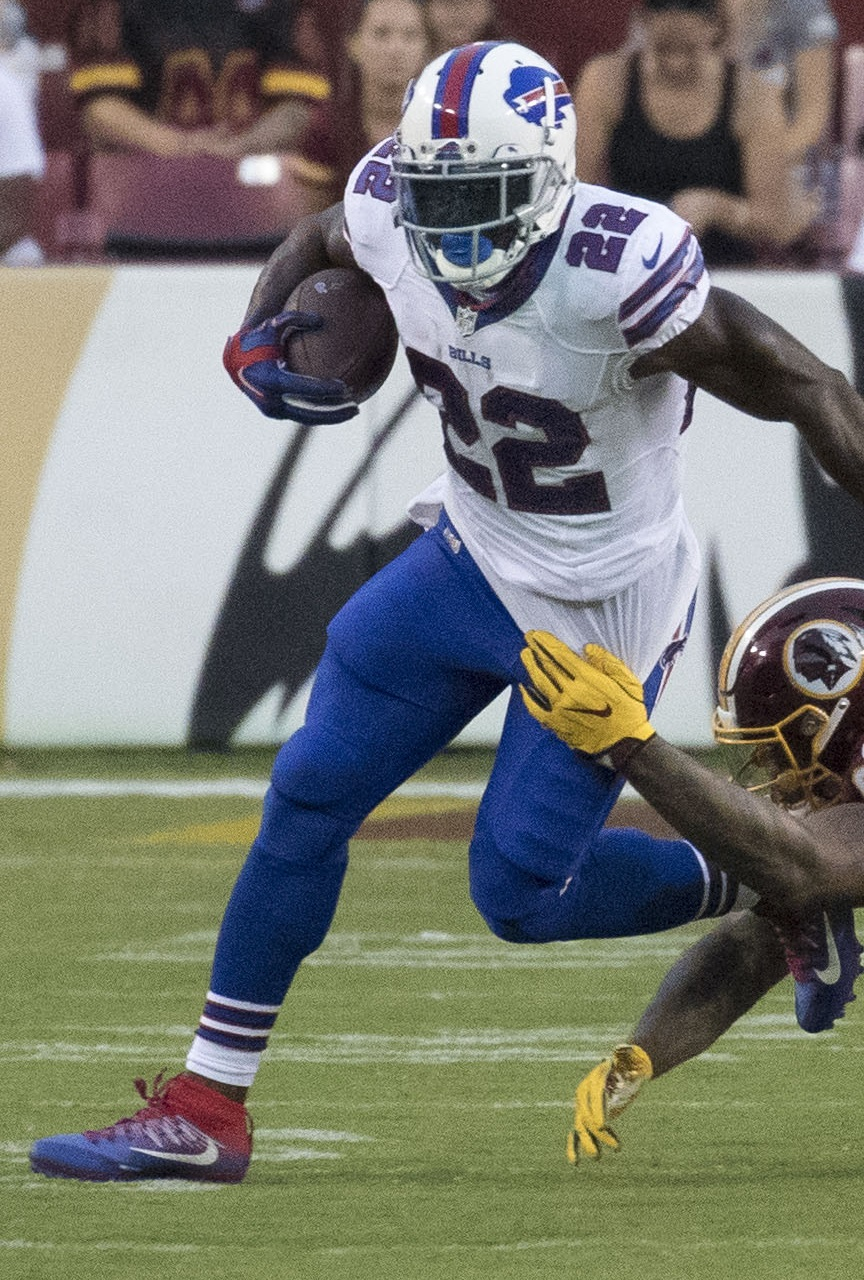
Bush nella pre-stagione 2016

Il 14 marzo 2015, Bush firmò coi San Francisco 49ers. Il 14 settembre 2015, nel debutto stagionale, lasciò la partita a causa di un infortunio alla gamba. Il 1º novembre 2015, durante una gara contro i St. Louis Rams, Bush scivolò sul cemento attorno all'Edward Jones Dome, schiantandosi contro un muro. La conseguente rottura del menisco sinistro pose fine alla sua stagione.

### Buffalo Bills
Il 1º agosto 2016, Bush firmò un contratto di un anno con i Buffalo Bills.

## Palmarès

### Franchigia
- Super Bowl : 1

New Orleans Saints: Super Bowl XLIV
- National Football Conference Championship: 1

New Orleans Saints: 2009

### Individuale
- First-team All-Pro: 1

2008
- Running back della settimana: 2

15ª del 2011, 2ª del 2012
- PFWA All-Rookie Team - 2006
- Heisman Trophy - 2005
- Doak Walker Award - 2005
- College Football Hall of Fame